# Songs for the New Depression
Songs for the New Depression è il terzo album in studio della cantante e attrice statunitense Bette Midler, pubblicato nel 1976.

## Tracce
Side A
1. Strangers in the Night (Bert Kaempfert, Charles Singleton, Eddie Snyder) - 3:22
2. I Don't Want the Night to End (Phoebe Snow) - 3:53
3. Mr. Rockefeller (Jerry Blatt, Bette Midler) - 4:05
4. Old Cape Cod (Claire Rothrock, Allan Jeffrey, Milton Yakus) - 2:50
5. Buckets of Rain (Bob Dylan) - 4:00
6. Love Says It's Waiting (Nick Holmes) - 1:41

Side B
1. Shiver Me Timbers/Samedi et Vendredi (Tom Waits, Midler, Moogy Klingman) - 6:25
2. No Jestering (Carlton Malcolm) - 3:59
3. Tragedy (Gerald Nelson, Fred Burch) - 3:06
4. Marahuana (Arthur Johnston, Sam Coslow) - 2:30
5. Let Me Just Follow Behind (Klingman) - 3:36

## Classifiche
| Classifica (1976) | Posizione raggiunta |
| ----------------- | ------------------- |
| Stati Uniti       | 27                  |